# Morani (Stoudenitchani)
Morani ou Morane (en macédonien Морани, en albanais Morana) est un village du nord de la Macédoine du Nord, situé dans la municipalité de Stoudenitchani. Le village comptait 1715 habitants en 2002. Il est majoritairement albanais. Il possède une usine de jus de fruits, filiale du groupe slovène Fruktal.

## Démographie
Lors du recensement de 2002, le village comptait :
- Albanais : 1 528
- Roms : 71
- Macédoniens : 58
- Turcs : 40
- Serbes : 9
- Autres : 9